# حسن عبيد عيسى
حسن عبيد عيسى، كاتب وأديب عراقي. ولد سنة 1952 في محافظة بابل، انهى خدمته العسكرية برتبة عميد ركن سنة 1999. حاصل على شهادة الماجستير في العلوم العسكرية (كلية الاركان - بغداد 1986). انصرف إلى التأليف والكتابة فصدرت له أربعة كتب ضمن مجالات اهتماماته وهي:
- التآمر اليهودي على بلاد الرافدين حتى سقوط بابل سنة 539 ق.م –بيت الحكمة بغداد 2002.
- غرانيق في سماء الاستشراق-مؤسسة النبأ للثقافة والاعلام 2006.
- الحرب النووية الثانية –مركز الفرات للدراسات الاستراتيجية 2008.
- إستراتيجية التدمير (مشترك)، مركز دراسات الوحدة العربية –بيروت 2008.

كتب القصة القصيرة وله ثلاث قصص فزن بجوائز. ونشرت بعض قصصه في مجلة الاقلام وهي المنبر الأدبي الارقى في عرصات الثقافة العراقية. يستعد الآن لطبع مجموعته الأولى والمتكونة من تسع قصص ووضع لها عنوانا هو [حراس المعبد]. وفي مجال الرواية، له روايتان مخطوطتان. أطلق مخزونات أفكاره على صفحات مجلات ودوريات ذوات قيمة ثقافية، ومنها: الاقلام، المستقبل العربي، الحكمة، التراث الشعبي، المورد، النبأ، الفرات، المستقبل، أوراق مجمعية [كانت تصدر عن المجمع العلمي العراقي قبل الاحتلال] المجلة العسكرية، مجلة حراس الوطن.
له كتابات في صحف عديدة إضافة إلى أكثر من تسعين مقال في موقع ميدل ايست اونلاين وعدد آخر في مواقع أخر. شارك في أكثر من عشر مؤتمرات علمية وأكاديمية داخل العراق وخارجه بصفة باحث.ن
دعي لالقاء محاضرات في مواضيع مختلفة في جامعتي بابل وكربلاء.
يحتفظ بهويات العضوية في كل من:
- الاتحاد العام للمؤرخين العرب.
- الاتحاد العام للادباء والكتاب في العراق.
- مجلس السلم والتضامن في العراق.